# 2Dark
2Dark — компьютерная игра в жанрах приключения и стелса, разработанная французской командой разработчиков Gloomywood во главе с Фредериком Рейналем и изданная компанией Bigben Interactive.

## Игровой процесс
2Dark — приключенческая игра с элементами стелса. Главный герой — опытный детектив и полицейский по имени Смит — свидетель похищения своих детей и убийства жены. Чтобы найти преступников, игрок, управляя главным героем, исследует логова подозреваемых в похожих преступлениях.

## Разработка

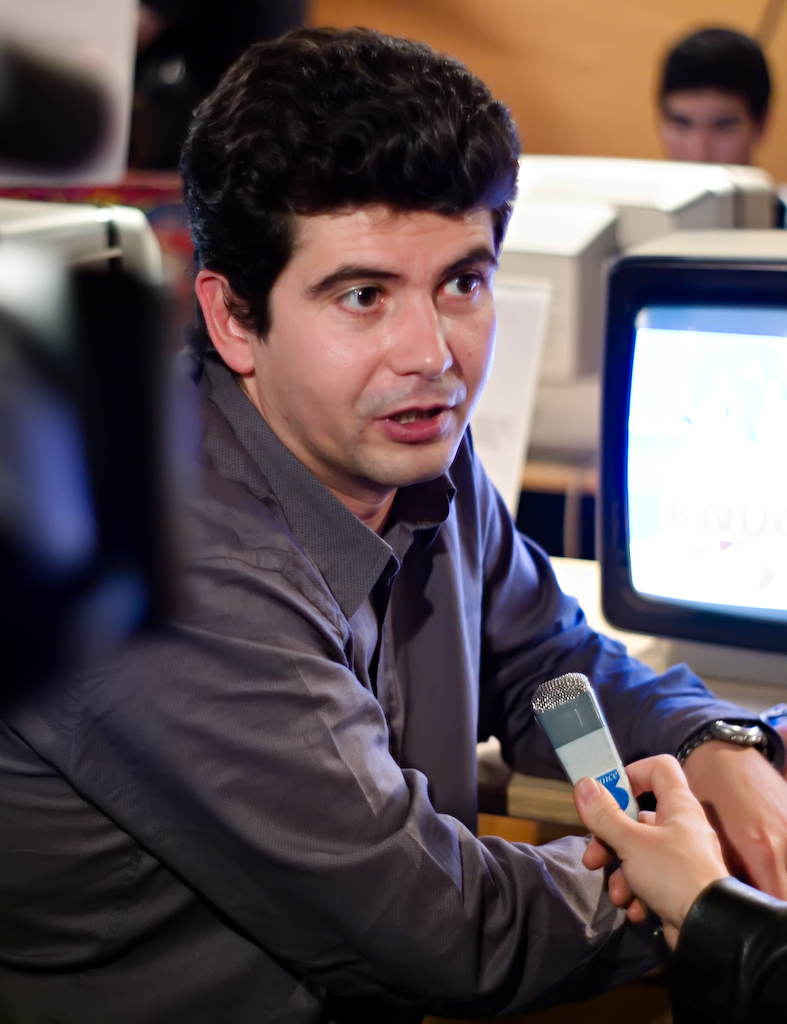
Фредерик Райналь даёт интервью France 3 на парижском фестивале игр.

Игра 2Dark была разработана 53-летним программистом и геймдизайнером Фредериком Рейналем, известным ранее по разработке Alone in the Dark. Рейналь начал заниматься программированием в 1980 году, когда ему было 14 лет.
В 2014 году Фредерик Рейналь запустил краудфандинговую кампанию на сайте Ulule, чтобы собрать необходимую для разработки игры сумму денег. Он отказался от Kickstarter, известной краундфандинговой платформы, в пользу Ulule, потому что Kickstarter забирает слишком большую часть собранных денег, а также потому что это американский сервис, а значит получить деньги будет труднее, чем при помощи местного аналога.

## Восприятие
| Сводный рейтинг | Сводный рейтинг | Сводный рейтинг |
| Издание         | Оценка          | Оценка          |
| Издание         | PC              | PS4             |
| --------------- | --------------- | --------------- |
| GameRankings    | N/A             | 54,43 %         |
| Metacritic      | 68              | N/A             |

Игра получила неоднозначные оценки от игровых критиков. На сайте-агрегаторе оценок игровых изданий Metacritic 2Dark для персональных компьютеров имеет 68 баллов из 100 на основе 14 отзывов.